# Atlanta Open 2023
Atlanta Open 2023 là một giải quần vợt chuyên nghiệp thi đấu trên mặt sân cứng. Đây là lần thứ 35 giải đấu được tổ chức, và là một phần của ATP Tour 2023. Giải đấu diễn ra tại Atlantic Station ở Atlanta, Hoa Kỳ từ ngày 24 đến ngày 30 tháng 7 năm 2023.

## Điểm và tiền thưởng

### Phân phối điểm
| Sự kiện | VĐ  | CK  | BK | TK | Vòng 1/16 | Vòng 1/32 | Q  | Q2 | Q1 |
| Đơn     | 250 | 150 | 90 | 45 | 20        | 0         | 12 | 6  | 0  |
| Đôi     | 250 | 150 | 90 | 45 | 0         | —         | —  | —  | —  |

### Tiền thưởng
| Sự kiện | VĐ       | CK      | BK      | TK      | Vòng 1/16 | Vòng 1/32 | Q2     | Q1     |
| Đơn     | $112,125 | $65,405 | $38,450 | $22,280 | $12,940   | $7,905    | $3,955 | $2,155 |
| Đôi*    | $38,960  | $20,850 | $12,230 | $6,830  | $4,020    | —         | —      | —      |

*mỗi đội

## Nội dung đơn

### Hạt giống
| Quốc gia | Tay vợt             | Xếp hạng1 | Hạt giống |
| -------- | ------------------- | --------- | --------- |
| USA      | Taylor Fritz        | 9         | 1         |
| AUS      | Alex de Minaur      | 18        | 2         |
| GBR      | Dan Evans           | 29        | 3         |
| JPN      | Yoshihito Nishioka  | 30        | 4         |
| USA      | Christopher Eubanks | 31        | 5         |
| USA      | Ben Shelton         | 39        | 6         |
| FRA      | Ugo Humbert         | 40        | 7         |
| USA      | J. J. Wolf          | 47        | 8         |

- 1 Bảng xếp hạng vào ngày 17 tháng 7 năm 2023.[2]

### Vận động viên khác
Đặc cách:
- Andres Martin
- Gaël Monfils
- Ethan Quinn

Bảo toàn thứ hạng:
- Kei Nishikori

Miễn đặc biệt:
- John Isner
- Alex Michelsen

Vượt qua vòng loại:
- James Duckworth
- Lloyd Harris
- Jason Jung
- Shang Juncheng

### Rút lui
- Nuno Borges → thay thế bởi  Christopher Eubanks
- Alexander Bublik → thay thế bởi  Corentin Moutet
- Marcos Giron → thay thế bởi  Thanasi Kokkinakis
- Adrian Mannarino → thay thế bởi  Aleksandar Vukic
- Mackenzie McDonald → thay thế bởi  Dominik Koepfer

## Nội dung đôi

### Hạt giống
| Quốc gia | Tay vợt           | Quốc gia | Tay vợt                | Xếp hạng1 | Hạt giống |
| -------- | ----------------- | -------- | ---------------------- | --------- | --------- |
| GBR      | Jamie Murray      | NZL      | Michael Venus          | 50        | 1         |
| FRA      | Nicolas Mahut     | FRA      | Édouard Roger-Vasselin | 54        | 2         |
| BRA      | Marcelo Melo      | AUS      | John Peers             | 65        | 3         |
| USA      | Nathaniel Lammons | USA      | Jackson Withrow        | 69        | 4         |

- 1 Bảng xếp hạng vào ngày 17 tháng 7 năm 2023.

### Vận động viên khác
Đặc cách:
- Trent Bryde /  Ethan Quinn
- Kevin King /  Andres Martin

Thay thế:
- Andrew Harris /  Aleksandar Vukic

### Rút lui
- Marcelo Arévalo /  Jean-Julien Rojer → thay thế bởi  Evan King /  Constant Lestienne
- Matthew Ebden /  John-Patrick Smith → thay thế bởi  Dan Evans /  John-Patrick Smith
- Lloyd Harris /  Thanasi Kokkinakis → thay thế bởi  Andrew Harris /  Aleksandar Vukic

## Nhà vô địch

### Đơn
- Taylor Fritz đánh bại  Aleksandar Vukic, 7–5, 6–7(5–7), 6–4

### Đôi
- Nathaniel Lammons /  Jackson Withrow đánh bại  Max Purcell /  Jordan Thompson, 7–6(7–3), 7–6(7–4)